# Canton de Martigues-Ouest
Le canton de Martigues-Ouest est une ancienne division administrative française située dans le département des Bouches-du-Rhône, dans l'arrondissement d'Istres.
Il est supprimé à la suite du redécoupage cantonal de 2014.

## Histoire
Le canton Martigues-Ouest est créé en 1991 par scission du Canton de Martigues.

## Administration
| Période | Période          | Identité             | Étiquette | Qualité |
| ------- | ---------------- | -------------------- | --------- | --- |
| 1991    | 1997 (démission) | Michel Vaxès         | PCF       | Conseiller d'orientation-psychologue, député (1997-2012) Maire de Port-de-Bouc (1990-2005), suppléant du député Paul Lombard (1988-1993) |
| 1997    | 2015             | Evelyne Santoru-Joly | PCF       | Adjointe au Maire de Port-de-Bouc, élue en 2015 dans le nouveau canton de Martigues                                                      |

## Composition
Le canton de Martigues-Ouest se composait d’une fraction de la commune de Martigues et de la commune de Port-de-Bouc. Il comptait 27 212 habitants (population municipale) au 1er janvier 2012.
| Nom                   | Code Insee | Intercommunalité                   | Population (dernière pop. légale)               |
| --------------------- | ---------- | ---------------------------------- | ----------------------------------------------- |
| Martigues (chef-lieu) | 13056      | Métropole d'Aix-Marseille-Provence | Fraction : 10 100(2012) Commune : 48 783 (2016) |
| Port-de-Bouc          | 13077      | Métropole d'Aix-Marseille-Provence | 16 682 (2016)                                   |

Quartiers de Martigues inclus dans le canton :
- Croix-Sainte
- Ferrières
- Paradis
- Canto-Perdrix
- Saint-Roch
- Mas de Pouane

## Démographie
| 1999   | 2006   | 2011   | 2012   |
| ------ | ------ | ------ | ------ |
| 26 954 | 27 876 | 27 571 | 27 212 |